# Municipio de Hays
El municipio de Hays (en inglés: Hays Township) es un municipio ubicado en el condado de Greene en el estado estadounidense de Arkansas. En el año 2010 tenía una población de 115 habitantes y una densidad poblacional de 3,85 personas por km².

## Geografía
El municipio de Hays se encuentra ubicado en las coordenadas 36°2′19″N 90°22′54″O / 36.03861, -90.38167. Según la Oficina del Censo de los Estados Unidos, el municipio tiene una superficie total de 29.88 km², de la cual 29,16 km² corresponden a tierra firme y (2,4 %) 0,72 km² es agua.

## Demografía
Según el censo de 2010, había 115 personas residiendo en el municipio de Hays. La densidad de población era de 3,85 hab./km². De los 115 habitantes, el municipio de Hays estaba compuesto por el 98,26 % blancos, el 0,87 % eran amerindios y el 0,87 % eran de una mezcla de razas. Del total de la población el 1,74 % eran hispanos o latinos de cualquier raza.